# Leslie Vásquez

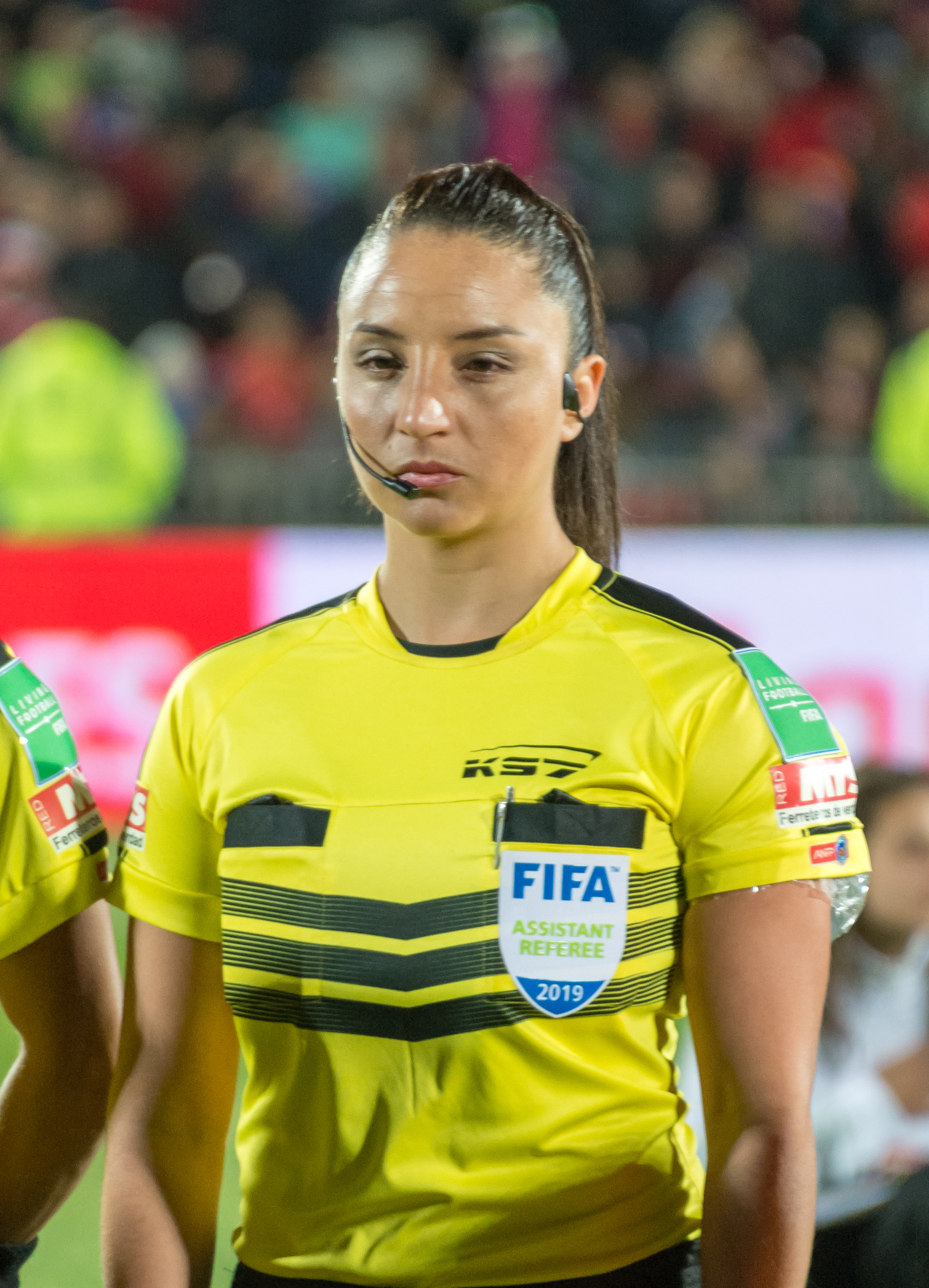
Leslie Vásquez (2019)

Leslie Ivonne Vásquez Maulén (* 19. Januar 1987) ist eine chilenische Fußballschiedsrichterassistentin.
Seit 2013 steht Vásquez auf der Liste der FIFA-Schiedsrichter und leitet internationale Fußballspiele.
Vásquez war unter anderem Schiedsrichterassistentin bei der U-17-Weltmeisterschaft 2016 in Jordanien, beim Algarve-Cup 2017, bei der U-17-Weltmeisterschaft 2018 in Uruguay, beim Algarve-Cup 2019, bei der Weltmeisterschaft 2019 in Frankreich und bei der Weltmeisterschaft 2023 in Australien und Neuseeland (im Schiedsrichtergespann von María Carvajal).
Im Juli 2023 kam es zu einer medial vielfach rezipierten, größeren Kontroverse im chilenischen Schiedsrichterwesen, bei der Cindy Nahuelcoy und Loreto Toloza den ehemaligen Schiedsrichter und anschließendes Mitglied der Schiedsrichterkommission Julio Bascuñán beschuldigten, ihre Kollegin Vásquez aufgrund einer angeblichen Beziehung bei Spielansetzungen zu bevorzugen. Bascuñán und Vásquez bestritten die Vorwürfe und stellten ihrerseits wiederum Anzeige gegen Nahuelcoy und Toloza. Beide wurden von der Asociación Nacional de Fútbol Profesional (ANFP) für 40 Tage gesperrt. Nahuelcoy beendete daraufhin 2023 ihre Schiedsrichterkarriere.